# Requiem (album, Aeternitas)
Requiem je první album od německé kapely Aeternitas.

## Seznam skladeb
1. „Introitus“ - 3:31
2. „Kyrie“ - 1:53
3. „Graduale“ - 4:11
4. „Tractus“ - 3:13
5. „Dies Irae“ - 5:54
6. „Mors Stupebit“ - 2:59
7. „Rex Tremendae“ - 4:45
8. „Confutatis“ - 3:24
9. „Lacrymosa“ - 4:29
10. „Offertorium“ - 2:48
11. „Sanctus“ - 1:45
12. „Communio“ - 4:31
13. „Responsorium“ - 4:38